# I'm Only Sleeping
I'm Only Sleeping è un brano del gruppo musicale The Beatles, scritto da John Lennon anche se accreditato al duo compositivo Lennon/McCartney come da consuetudine, e pubblicata come terza traccia del loro album del 1966 Revolver.

## Il brano

### Origine
La prima bozza del testo di Lennon per I'm Only Sleeping, scritto sul retro di una lettera datata 1966, suggerisce che stava descrivendo le gioie del poltrire a letto piuttosto che l'euforia per la droga che a volte si è voluta scorgere nel testo. Quando non era in tour con il gruppo, Lennon spesso amava passare il suo tempo libero sul letto a dormire, leggere, scrivere o guardare la televisione, spesso sotto l'influsso di droghe, tanto che frequentemente doveva essere svegliato da McCartney per le sessioni di registrazione in studio. In un articolo del London Evening Standard pubblicato il 4 marzo 1966, che conteneva citazioni dalla celebre intervista in cui Lennon aveva fatto la sua polemica affermazione circa la popolarità dei Beatles che riteneva "più popolari di Gesù Cristo", Maureen Cleave, una giornalista amica di Lennon, lo descrisse come capace di dormire quasi all'infinito, «[...] probabilmente la persona più pigra in Inghilterra».
Lennon scrisse un'altra canzone sul tema del sonno (o la mancanza di sonno), con I'm So Tired, che apparve sull'album The Beatles del 1968, più noto come The White Album.

### Registrazione
La registrazione della canzone ebbe inizio negli Abbey Road Studios il 27 aprile 1966 con undici diverse tracce ritmiche. Furono registrate cinque ulteriori tracce della canzone, ma nessuna di esse fu utilizzata. La traccia numero 11 fu scelta come base e due giorni dopo Lennon aggiunse la sua voce. Il 5 maggio George Harrison compose e registrò la parte doppia di chitarra. La registrazione fu completata il giorno successivo da Lennon, McCartney e da Harrison per la parte della seconda voce.
La canzone contiene come un unico suono il duetto invertito di chitarre suonate da Lennon e Harrison, concepito dopo che l'operatore del nastro accidentalmente aveva fatto girare il nastro all'incontrario; Lennon ne fu così colpito che in cinque ore di registrazione notturna con il produttore George Martin perfezionò la parte con il nastro in corsa all'indietro, in modo che, quando invertito, avrebbe riprodotto correttamente l'assolo. Una chitarra è stata registrata con effetti fuzz, l'altra senza.
Nella pausa precedente al secondo bridge, si può sentire il suono di uno sbadiglio, dopo che Lennon dice "Yawn, Paul" (Sbadiglia, Paul) a McCartney.

### Pubblicazione
In USA il brano fu pubblicato il 20 giugno 1966 come traccia 2 sull'album Yesterday and Today e il 5 agosto 1966 in Inghilterra come traccia 3 sull'album Revolver, disco per il quale la canzone era originariamente prevista. La versione americana di Revolver non contiene questa traccia, in quanto era già stata pubblicata: fino a Sgt. Pepper's Lonely Hearts Club Band le versioni USA degli album dei Beatles differivano dalle versioni del Regno Unito.
Le versioni mono e stereo di I'm Only Sleeping si differenziano per il posizionamento della chitarra a ritroso.
Dal momento dell'uscita della musica dei Beatles su CD nel 1987, la versione stereo dell'album del Regno Unito è diventata la versione standard anche negli Stati Uniti.
Parte di una prova strumentale del brano con un vibrafono e il primo ciak della canzone dal 29 aprile 1966 sono stati pubblicati nel 1996 sull'album Anthology 2. La versione mono del Regno Unito di Revolver è stata pubblicata invece su CD per la prima volta nel 2009 nella serie The Beatles in Mono remastered nell'omonimo cofanetto.

## Formazione
The Beatles
- John Lennon - voce, chitarra acustica ritmica
- Paul McCartney - basso, cori
- George Harrison - chitarra solista, cori
- Ringo Starr - batteria, percussioni

Crediti
- George Martin - produttore

## Cover
- Il cantautore americano Lobo reinterpretò il brano sull'album Just A Singer, pubblicato nel 1974.
- I'm Only Sleeping è stata la canzone primo singolo del cantante britannico Graham "Suggs" McPherson, meglio conosciuto come cantante del gruppo dei Madness. Pubblicata nell'agosto del 1995, la reinterpretazione entrò nella classifica inglese piazzandosi alla posizione numero 7.
- Il brano è stato interpretato dai The Vines per la colonna sonora del film del 2001 Mi chiamo Sam.
- Gli Straylight Run pubblicarono una loro versione acustica della canzone come bonus track dell'EP allegato al loro album del 2007 The Needles The Space.
- La Sue Taylor Band ha pubblicato una versione della canzone nel 2009, come iniziativa di beneficenza, donando il ricavato delle vendite del singolo (circa 400.000 dollari) a varie organizzazioni no-profit.